# José Daniel Guerrero
Daniel Guerrero (Guadalajara, México, 18 de noviembre de 1987) es un exfutbolista mexicano que jugaba como mediocampista de contención y su último equipo fue el Club Halcones de Zapopan.

## Trayectoria
Inicios y Club de Fútbol Atlante
Guerrero jugó en las fuerzas básicas del Atlante donde debutó el 9 de septiembre de 2006 entrando al minuto 65 con el número 27 por Juan Carlos Falcón en el Estadio Azteca en el que Atlante caería 2-0 contra Atlas en un partido correspondiente a la fecha 7 del torneo apertura 2006 en el que el técnico atlantista sería René Isidoro García.
Con Atlante fue campeón del Apertura 2007, posteriormente ganó también la Liga de Campeones CONCACAF 2009, por lo que asistió con los potros al Mundial de Clubes 2009. En 2010 tras la venta de Federico Vilar al Morelia, le otorgaron la capitanía del primer equipo azulgrana. 
En el Clausura 2014, el Atlante pierde la categoría y desciende a la Liga de Ascenso.
Club América
El 4 de junio de 2014, fue transferido al Club América durante el Draft del fútbol Mexicano.
Con América, sale campeón del Apertura 2014, tras derrotar a Tigres de la UANL en la gran final.
Club Puebla
Llega como refuerzo en calidad de préstamo al Club Puebla para la Apertura 2017.

## Clubes

### Trayectoria
| Club                     | País   | Año         |
| ------------------------ | ------ | ----------- |
| Club de Fútbol Atlante   | México | 2006 - 2014 |
| Club América             | México | 2014 - 2017 |
| Club Puebla              | México | 2017 - 2018 |
| Dorados de Sinaloa       | México | 2019 - 2020 |
| Club Halcones de Zapopan | México | 2020        |

### Estadísticas
Actualizado al último partido jugado el 1 de octubre de 2019.
| Atlante · México |               |               |     |   |    |    |    |     |     |   |
| 1ª | 2006-07       | 3             | 0   | 0 | 0  | 0  | 0  | 3   | 0   |   |
| 1ª | 2007-08       | 27            | 0   | 0 | 0  | 0  | 0  | 27  | 0   |   |
| 1ª | 2008-09       | 29            | 0   | 0 | 0  | 10 | 0  | 39  | 0   |   |
| 1ª | 2009-10       | 34            | 1   | 2 | 0  | 3  | 0  | 39  | 1   |   |
| 1ª | 2010-11       | 34            | 0   | 0 | 0  | 0  | 0  | 34  | 0   |   |
| 1ª | 2011-12       | 26            | 0   | 0 | 0  | 0  | 0  | 26  | 0   |   |
| 1ª | 2012-13       | 32            | 0   | 0 | 0  | 0  | 0  | 32  | 0   |   |
| 1ª | 2013-14       | 21            | 0   | 0 | 0  | 0  | 0  | 21  | 0   |   |
| Total club | Total club    | 206           | 1   | 2 | 0  | 13 | 0  | 221 | 1   |   |
| América · México |               |               |     |   |    |    |    |     |     |   |
| 1ª | 2014-15       | 26            | 0   | 1 | 0  | 7  | 1  | 34  | 1   |   |
| 1ª | 2015-16       | 37            | 1   | 0 | 0  | 12 | 0  | 49  | 1   |   |
| 1ª | 2016-17       | 34            | 0   | 5 | 0  | -  | -  | 39  | 0   |   |
| Total club | Total club    | Total club    | 97  | 1 | 6  | 0  | 19 | 1   | 122 | 2 |
| Puebla · México |               |               |     |   |    |    |    |     |     |   |
| 1ª | 2017-18       | 25            | 1   | 3 | 0  | -  | -  | 28  | 1   |   |
| 1ª | 2018-19       | 18            | 0   | 2 | 0  | -  | -  | 20  | 0   |   |
| Total club | Total club    | Total club    | 43  | 1 | 5  | 0  | -  | -   | 48  | 1 |
| Dorados · México |               |               |     |   |    |    |    |     |     |   |
| 2ª | 2019-20       | 7             | 0   | 1 | 0  | -  | -  | 8   | 0   |   |
| Total club | Total club    | Total club    | 7   | 0 | 1  | 0  | -  | -   | 8   | 0 |
| Total carrera | Total carrera | Total carrera | 353 | 3 | 14 | 0  | 32 | 1   | 399 | 4 |
| (1)Incluye Campeón de Campeones e InterLiga (2010) (2)Incluye datos de la Concacaf Liga de Campeones (2008-09),(2014.15) y Copa Mundial de Clubes de la FIFA (2009) |               |               |     |   |    |    |    |     |     |   |

## Palmarés

### Campeonatos nacionales
| Título  | Club    | País   | Año           |
| ------- | ------- | ------ | ------------- |
| Liga MX | Atlante | México | Apertura 2007 |
| Liga MX | América | México | Apertura 2014 |

### Campeonatos internacionales
| Título                  | Club    | Lugar           | Año  |
| ----------------------- | ------- | --------------- | ---- |
| Liga Campeones CONCACAF | Atlante | México          | 2009 |
| Liga Campeones CONCACAF | América | México · Canadá | 2015 |
| Liga Campeones CONCACAF | América | México          | 2016 |